# Agnes Binagwaho
Agnes Binagwaho là một bác sĩ nhi khoa người Rumani và hiện là Phó hiệu trưởng của Đại học Y tế toàn cầu. Cô trở lại Rwanda, quê hương của mình vào tháng 7 năm 1996, sau hai năm nổ ra cuộc diệt chủng năm 1994 chống lại người Tutsi. Kể từ đó, cô đã cung cấp dịch vụ chăm sóc lâm sàng trong khu vực công cũng như tổ chức một số quản lý dự án, củng cố hệ thống y tế và các vị trí Chính phủ, bao gồm Thư ký thường trực của Bộ Y tế Rwanda từ tháng 10 năm 2008 đến tháng 5 năm 2011 và Bộ trưởng Bộ Y tế từ tháng 5 năm 2011 đến tháng 7 năm 2016. Vào tháng 9 năm 2016, cô được bổ nhiệm làm Giáo sư Chuyển phát Sức khỏe Toàn cầu cho Đại học Y tế Toàn cầu (UGHE) tại Kigali, Rwanda vào tháng 4 năm 2017, cô được bổ nhiệm làm Phó Hiệu trưởng và Giám đốc điều hành của UGHE. Cô hiện đang cư trú tại Kigali.

## Niên thiếu và Học vấn
Binagwaho sinh ra ở Nyamagabe, một tỉnh nằm ở miền Nam Rwanda. Khi cô ba tuổi, cô và gia đình chuyển đến Bỉ, nơi cha cô đang hoàn thành chương trình y khoa tại đó. Cô đã hoàn thành chương trình y khoa (MD) về Y học tổng quát tại Đại học libre de Bruxelles từ 1976-1984  và bằng thạc sĩ về Nhi khoa (MA) tại Đại học de Bretagne Occidentale từ 1989-1993. Năm 2010, cô được trao bằng Tiến sĩ Khoa học danh dự (Hon. D.Sc.) từ Đại học Dartmouth ở Hoa Kỳ. Năm 2014, cô trở thành người đầu tiên được trao bằng Tiến sĩ Triết học (Tiến sĩ) từ Trường Cao đẳng Kinh doanh và Kinh tế tại Đại học Rwanda. Luận án tiến sĩ của cô có tựa đề: "Quyền được chăm sóc sức khỏe của trẻ em trong bối cảnh dịch bệnh HIV: Trường hợp của Rwanda." 
Binagwaho đã nhận được Chứng chỉ Y học Nhiệt đới từ Viện Y học Nhiệt đới tại Anvers, Bỉ, từ năm 1984 đến 1985. Tại Đại học de Bretagne Occidentale, cô đã hoàn thành ba chứng chỉ: Chứng chỉ Axiology (Trường hợp khẩn cấp chung) (1991-1992); Giấy chứng nhận cấp cứu nhi khoa (1992-1993); và Giấy chứng nhận chăm sóc và điều trị bệnh nhân HIV (1994-1995). Từ tháng 7 đến tháng 8 năm 1997, cô đã hoàn thành chương trình đào tạo về nghiên cứu phòng chống và giám sát AIDS ở Kigali thông qua Quỹ AIDS thế giới, do Trung tâm Khoa học Y tế thuộc Đại học New Mexico tổ chức. Từ tháng 11 năm 2009 đến tháng 4 năm 2010, cô đã hoàn thành chứng chỉ về Sức khỏe và Nhân quyền - Kích thước và Chiến lược với Inwent - International Building International (Internationale Weiterbildung und Entwicklung gGmbH)  và Tổ chức Y tế Thế giới. Cô cũng đã được tổ chức Citi Collaborative tổ chức có trụ sở tại Hoa Kỳ trao tặng Giấy chứng nhận điều tra nghiên cứu hành vi và xã hội.

## Các hoạt động hiện tại
Kể từ ngày 1 tháng 4 năm 2017, Binagwaho là Phó hiệu trưởng và Giám đốc điều hành của Đại học Y tế toàn cầu tại Rwanda. Cô là đồng sáng lập Trường đại học này theo nguyên tắc rằng mọi thành viên trong cộng đồng đều xứng đáng được hưởng mức độ chăm sóc và cơ hội như nhau, theo báo cáo.
Từ năm 2008, Binagwaho là Giảng viên cao cấp của Khoa Y tế Xã hội và Y tế Toàn cầu tại Trường Y Harvard. Cô hiện cũng là Giáo sư về Thực hành Cung cấp Sức khỏe Toàn cầu tại Đại học Công bằng Sức khỏe Toàn cầu ở Rwanda  và là Giáo sư Lâm sàng Phụ khoa tại Trường Y khoa Geisel tại Đại học Dartmouth.
Binagwaho làm Cố vấn cao cấp cho Tổng Giám đốc Tổ chức Y tế Thế giới và kể từ năm 2016, cô là thành viên của Học viện Y khoa Quốc gia Hoa Kỳ và. Đến năm 2017, cô trở thành một thành viên của Viện Hàn lâm Khoa học Châu Phi.

### Hội đồng và Thành quả
Cô là thành viên của một số hội đồng, tổ chức và tạp chí chống lại AIDS và tử vong trẻ sơ sinh, bao gồm Hội đồng tư vấn châu Phi của Quỹ Steven Lewis, Hội đồng tư vấn của những người bạn của Quỹ toàn cầu châu Phi, và Ủy ban tư vấn của Sáng kiến Vắc xin AIDS Quốc tế.
Từ năm 2010, cô là thành viên của Lực lượng đặc nhiệm toàn cầu về mở rộng quyền thụ hưởng vào chăm sóc và kiểm soát ung thư ở các nước đang phát triển. Cô cũng là thành viên của Lực lượng đặc nhiệm sáng tạo toàn cầu He @ lth. Cô là thành viên của ban biên tập của Tạp chí Sức khỏe và Nhân quyền  và trong ban biên tập của Thư viện Khoa học Công cộng. Cô cũng phục vụ trong Hội đồng tư vấn chiến lược quốc tế cho Viện đổi mới sức khỏe toàn cầu tại Đại học Hoàng gia Luân Đôn  Ngoài ra, cô còn là thành viên Ủy ban tư vấn của Ưu tiên kiểm soát dịch bệnh 3 (DCP3).
Cô cũng phục vụ trong nhiều Ủy ban Lancet, bao gồm Ủy ban Sức khỏe và Luật Toàn cầu của Viện Lancet-O'Neill, Sáng kiến Công bằng Toàn cầu Harvard - Ủy ban Lancet về Tiếp cận Toàn cầu về Kiểm soát Đau và Chăm sóc Giảm nhẹ, Ủy ban Lancet vì tương lai của sức khỏe ở châu Phi cận Sahara, Ủy ban Đái tháo đường & Nội tiết Lancet, và Ủy ban Nghèo đói Lancet NCDI: Tái cấu trúc NCD và chấn thương của Tỷ người nghèo nhất.

### Vị trí cũ của cô
Vào tháng 9 năm 2016, Binagwaho được bổ nhiệm làm Giáo sư về Thực hành Cung cấp Sức khỏe Toàn cầu cho Đại học Y tế Công bằng Toàn cầu (UGHE) tại Kigali, Rwanda.
Binagwaho từng là Bộ trưởng Bộ Y tế Rwanda từ tháng 5 năm 2011 đến tháng 7 năm 2016. Vào ngày 12 tháng 7 năm 2016, sau 5 năm phục vụ tận tâm, Tổng thống Ruda Paul Kagame đã miễn nhiệm các nhiệm vụ của mình với tư cách là Bộ trưởng Bộ Y tế. Trước đó, bà là Thư ký thường trực  của Bộ Y tế Rwanda từ tháng 10 năm 2008 đến tháng 5 năm 2011 và là Thư ký điều hành của Ủy ban phòng chống AIDS quốc gia của Rwanda từ năm 20022002008.
Từ năm 2013 đến 2015, cô là thành viên của Hội đồng tư vấn quốc tế cho Tạp chí sức khỏe toàn cầu Lancet. Từ năm 2012 đến 2014, cô là Thành viên của Ủy ban Lancet về Đầu tư vào Sức khỏe, đồng chủ trì bởi Dean Jamison và Larry Summers. Công việc của Ủy ban này được tóm tắt trong Báo cáo Sức khỏe Toàn cầu 2035, được xuất bản năm 2013. Trong thời gian này, cô cũng phục vụ trong Ủy ban Phụ nữ và Sức khỏe Lancet, công bố Báo cáo "Phụ nữ và Sức khỏe: Chìa khóa cho sự phát triển bền vững" vào tháng 6 năm 2015.
Cô cũng phục vụ trong Nhóm làm việc theo dõi và trách nhiệm của Liên hợp quốc, đồng chủ trì với Margaret Biggie (CIDA) và Margaret Chan (WHO) và báo cáo với Tổng giám đốc Liên hợp quốc, Tổng thư ký Ban Ki-moon. Cô cũng là thành viên của Kế hoạch Hành động Tham gia Sức khỏe Phụ nữ và Trẻ em cùng năm với tư cách là Thành viên của Nhóm Công tác Đổi mới, đồng thời báo cáo với Tổng Giám đốc của Liên Hợp Quốc Ban Ki-moon.
Cô cũng đã giữ nhiều vị trí trong nước và quốc tế hỗ trợ quản lý các quỹ từ Quỹ Toàn cầu để chống lại AIDS, bệnh lao và sốt rét. Đầu tiên cô là thành viên của Cơ chế điều phối quốc gia Rwanda (CCM) của Quỹ toàn cầu từ năm 2002-2008. Sau đó, trong thời gian làm Thư ký thường trực của Bộ Y tế Rwanda từ năm 2008 đến 2011, bà cũng từng là Chủ tịch CCM của Quỹ Toàn cầu. Cuối cùng, từ năm 2009 đến 2010, bà là Thành viên của Ủy ban Chính sách và Chiến lược của Quỹ từ năm 2009 đến 2010.
Từ năm 2006 đến 2009, cô đồng chủ trì Sáng kiến học tập chung về trẻ em và HIV / AIDS (JLICA), một liên minh độc lập gồm các nhà nghiên cứu, người thực hiện, nhà hoạch định chính sách, nhà hoạt động và người nhiễm HIV. JLICA đã có ảnh hưởng đến tầm quan trọng của những người chơi toàn cầu, như PEPFAR và Quỹ toàn cầu, phân bổ ngân sách cho trẻ mồ côi và trẻ em dễ bị tổn thương ngày nay. Từ năm 2006 đến 2008, cô là Thành viên của Ủy ban thực thi cấp cao Rwandan của Chính sách viện trợ. Từ năm 2004 đến năm 2009, cô cũng là thành viên của Ban chỉ đạo Chương trình hỗ trợ đa quốc gia về SSR / HIV / AIDS và của Cơ quan tư vấn của Viện Nhiệt đới Hoàng gia ở Amsterdam, Hà Lan.
Trong thời gian bà giữ chức vụ Thư ký điều hành Ủy ban phòng chống AIDS quốc gia của Rwanda từ năm 2002, năm 2008, bà cũng là chủ tịch của Ban chỉ đạo Rwandan về Kế hoạch cứu trợ khẩn cấp của Tổng thống Hoa Kỳ về cứu trợ AIDS. Ngoài ra, cô chịu trách nhiệm quản lý Dự án MAP của Ngân hàng Thế giới ở Rwanda.
Năm 2004, cô cũng phục vụ trong Ban cố vấn sức khỏe cho tạp chí Time.
Cô là thành viên Hội đồng Sáng lập của Viện Nhiệt đới và Sức khỏe Cộng đồng ở Châu Phi, có trụ sở tại Kismu, Kenya.
Từ năm 2001 đến năm 2005, bà cũng giữ vị trí Đồng chủ tịch Liên hiệp quốc  Lực lượng đặc nhiệm về các mục tiêu phát triển thiên niên kỷ  Dự án về HIV / AIDS và tiếp cận các loại thuốc thiết yếu, dưới sự lãnh đạo của Jeffrey Sachs cho Bộ trưởng Đại tướng Liên Hợp Quốc.

## Nghề y
Binagwaho bắt đầu thực hành lâm sàng nghề y tại Bỉ và Pháp, nơi cô đã hoàn thành chương trình giáo dục y tế. Cô trở thành một chuyên gia về nhi khoa, thuốc cấp cứu và điều trị HIV / AIDS ở trẻ em và người lớn. Cô đã làm việc rất chăm chỉ trong sơ sinh và khi trở về Rwanda năm 1996, cô đã phục vụ lâm sàng tại các bệnh viện công trong bốn năm.

## Nghiên cứu và hoạt động
Tập trung vào nghiên cứu trong giao điểm của khoa học y tế, xã hội và chính trị, các nghiên cứu và ấn phẩm của cô nhằm cải thiện khả năng tiếp cận phòng ngừa, chăm sóc và điều trị HIV / AIDS và các bệnh khác. Binagwaho đã thường xuyên nói về nghiên cứu vai trò quan trọng trong việc cải thiện sức khỏe ở đất nước cô. Cô tích cực đấu tranh cho quyền và bình đẳng của trẻ em ở Rwanda và trên toàn thế giới. Cô ấy là người tiên phong trong cuộc chiến chống lại HIV / AIDS, cố gắng tìm ra các phương pháp hiệu quả để thúc đẩy các biện pháp can thiệp để giảm bớt và loại bỏ gánh nặng của căn bệnh này. Luận án Tiến sĩ của cô tập trung vào phân tích các cơ hội bị bỏ lỡ cho trẻ em bị ảnh hưởng bởi HIV để thực hiện quyền chăm sóc sức khỏe của con người.
Năm 2010, với vai trò là Bộ trưởng Bộ Y tế, Binagwaho đã phát động một chiến dịch quốc gia tiêm vắc-xin cho trẻ em chống lại vi-rút HPV - loại vi rút u nhú ở người gây ra gần như tất cả các trường hợp ung thư cổ tử cung. Chương trình đạt tỷ lệ bao phủ hơn 95% trong năm 2012.
Cô cũng đã nói về sự cần thiết phải suy nghĩ lại về việc chăm sóc cuối đời để cho phép mọi người chết với nhân phẩm. Tại Hội thảo Toàn cầu ở Salzburg, bà lưu ý rằng: "Để đạt được điều đó, chúng ta cần có cuộc tranh luận quốc gia về nó, dẫn đầu bởi các nhà lãnh đạo tinh thần và cộng đồng, và chúng ta cũng cần giáo dục tất cả các bác sĩ lâm sàng tôn trọng cái chết và ngừng sợ hãi.

## Danh hiệu va Giải thưởng
Vào năm 2013, Binagwaho đã trình bày Chuỗi Bài giảng của Đại học London Lancet Năm 2015, trong vai trò cô là Giảng viên Sức khỏe Toàn cầu David E. Barmes  thông qua Viện Y tế Quốc gia và trình bày bài giảng, "Bài giảng Sức khỏe Toàn cầu của David E. Barmes Nghiên cứu và nâng cao năng lực phát triển với chủ đề về: "Kinh nghiệm của Rwanda. "  Sự kiện được tổ chức thường niên nhằm vinh danh cố Tiến sĩ Barmes, một nha sĩ và nhà dịch tễ học y tế công cộng, người đã cống hiến sự nghiệp của mình để tiến hành nghiên cứu để cải thiện sức khỏe ở các nước đang phát triển (trong đó có Rwanda).
Năm 2015, cô đã nhận được hai giải thưởng, bao gồm: Giải thưởng Roux 2015  được trao bởi Viện Đo lường và Đánh giá Sức khỏe (IHME) cho việc sử dụng dữ liệu Nghiên cứu Bệnh tật Toàn cầu để giảm tỷ lệ tử vong ở trẻ sơ sinh ở Rwanda, và Ronald McDonald House Charitable Award of Excellence cho những đóng góp của cô trong cống hiến về cải thiện sức khỏe của trẻ em.

## Ấn phẩm
Binagwaho đã xuất bản hơn 150 Lưu trữ ngày 7 tháng 5 năm 2019 tại Wayback Machine bài báo và chương sách đánh giá ngang hàng Lưu trữ ngày 7 tháng 5 năm 2019 tại Wayback Machine. 

## Thảo luận trên Twitter / SMS: #MinisterMondays
Vào tháng 10 năm 2011, Binagwaho đã đưa ra một loạt các cuộc thảo luận trực tuyến thông qua Twitter về các chủ đề liên quan đến chính sách y tế toàn cầu và ngành y tế quốc gia của Rwanda. Người dùng Twitter từ khắp Rwanda và thế giới đã cùng cô tham gia vào các cuộc thảo luận cứ tuần tự hai tuần một lần về các chủ đề như chính sách kế hoạch hóa gia đình ở châu Phi; xây dựng ngành y tế quốc gia; giới thiệu vắc-xin mới; chính sách liên ngành để chống suy dinh dưỡng; chống lại thuốc không đạt tiêu chuẩn và thuốc giả và vai trò của các tổ chức quốc gia và quốc tế đối với sức khỏe toàn cầu bằng cách sử dụng hashtag #MinisterMondays. Vào tháng 12 năm 2011, cô tiếp tục hợp tác với công ty CNTT của Rwandan-American Nyaruka để cho phép những người Rumani không có quyền truy cập Internet trước đó được tham gia để đóng góp câu hỏi và nhận xét cho các cuộc thảo luận #MinisterMondays qua SMS.